# A Fistful of Dollars
A Fistful of Dollars (oorspronkelijke titel Per un pugno di dollari) is een Italiaanse film uit 1964, onder regie van de Italiaanse regisseur Sergio Leone. De film was de eerste in een lange reeks spaghettiwesterns en wordt door velen als een invloedrijke film gezien. De hoofdrollen zijn voor Clint Eastwood en Gian Maria Volonté.
De film werd in de Verenigde Staten uitgebracht als het eerste deel van de Dollarstrilogie, die verder bestaat uit For a Few Dollars More (1965) en The Good, the Bad and the Ugly (1966).

## Verhaal
De Man zonder naam, een naamloze vreemdeling, komt aan in een dorp aan de Mexicaanse grens. Niet onopgemerkt want al snel ondervindt hij problemen met een aantal mannen die hem beledigen en uitdagen, waarop hij hen genadeloos neerschiet. Silvanito, de saloon- en hoteleigenaar, praat de vreemdeling bij over de vete tussen twee families, de Baxters (geleid door sheriff John Baxter) en de Rojos (geleid door Ramon Rojo) wat onrust en chaos in het dorp veroorzaakt. Hierop besluit de vreemdeling de twee partijen tegen elkaar uit te spelen en er zelf geldelijk baat bij te vinden. Hij neemt zijn intrek in het hotel.
De vreemdeling start met valse informatie door te geven aan de twee clans, telkens voor een handvol dollars. De Rojos hadden een Mexicaanse soldatengroep aangevallen en de vreemdeling meldt beide families de (valse) info dat twee mannen de aanval overleefd hadden en ze opgemerkt waren bij het kerkhof. Dit leidt tot een confrontatie waarop er een vuurgevecht uitbreekt. De vreemdeling toont hierna ook zijn goede hart door een familie samen te brengen en weg te halen uit hun onderdrukking door de Rojos.
Nadat de Rojos dit ontdekken, proberen ze de vreemdeling te doden maar hij overleeft ondanks zijn verwondingen en weet zich te verschuilen. De Rojos denken dat hij onderduikt bij de Baxters, steken hun huis in brand en moorden ze allen uit. De vreemdeling geraakt uit het dorp met hulp van de kistenmaker-begrafenisondernemer Peripero en geneest op een veilige plek van zijn verwondingen. Maar wanneer hij verneemt dat de Rojos Silvanito gegijzeld houden, keert de vreemdeling terug en gaat de confrontatie met Ramon en zijn bende aan. Na een vuurgevecht schiet hij de hele bende dood en kan hij Silvanito redden. Hierop besluit hij het dorp te verlaten en rijdt weg op zijn muilezel.

## Rolverdeling
| Acteur             | Personage                  | Opmerkingen            |
| ------------------ | -------------------------- | ---------------------- |
| Clint Eastwood     | The Man With No Name (Joe) |                        |
| Marianne Koch      | Marisol                    |                        |
| Gian Maria Volonté | Ramón Rojo                 | als Johnny Wels        |
| Wolfgang Lukschy   | John Baxter                | als W. Lukschy         |
| Sieghardt Rupp     | Esteban Rojo               | als S. Rupp            |
| José Calvo         | Silvanito, de barman       | als Jose Calvo         |
| Joseph Egger       | Piripero                   | als Joe Edger          |
| Antonio Prieto     | Don Miguel Benito Rojo     |                        |
| Margarita Lozano   | Consuelo Baxter            | als Margherita Lozano  |
| Daniel Martín      | Julián                     | als Daniel Martin      |
| Benito Stefanelli  | Rubio                      | als Benny Reeves       |
| Mario Brega        | Chico                      | als Richard Stuyvesant |
| Bruno Carotenuto   | Antonio Baxter             | als Carol Brown        |
| Aldo Sambrell      | Rojo bendelid              | als Aldo Sambreli      |
| José Canalejas     | Rojo bendelid              |                        |

## Productie
De film werd onder regie van de Italiaanse regisseur Sergio Leone opgenomen in de Cinecittà-filmstudio's bij Rome, en op locatie in de Tabernaswoestijn en Madrid. Naast Clint Eastwood waren de meeste acteurs van Spaanse, Chileense, Italiaanse of Mexicaanse afkomst.
Het verhaal van de film was ontleend aan de Japanse samoeraifilm Yojimbo (1961). Leone nam niet alleen het verhaal van Yojimbo letterlijk over, hij deed sommige scènes over en kopieerde zelfs letterlijk stukken dialoog. Omdat de film zozeer op Yojimbo leek, werd Leone aangeklaagd door Ryuzo Kikushima en Akira Kurosawa, die het scenario voor Yojimbo hadden geschreven. Hierdoor moest de première in de Verenigde Staten worden uitgesteld. Kikushima en Kurosawa werden door de rechter in het gelijk gesteld. Om die reden moest 15% van de opbrengst van de film aan hen worden afgestaan.

Het idee om een Japanse samoeraifilm naar het Wilde Westen te vertalen was overigens ook al niet origineel. John Sturges had dit eerder gedaan met The Magnificent Seven (1960), gebaseerd op De zeven samoerai (1954) van Akira Kurosawa. Op zijn beurt had Kurosawa zich voor de stijl van Yojimbo laten inspireren door de westerns van John Ford.
De muziek is van Ennio Morricone. Zijn bijdrage aan de film vormde het begin van een lange samenwerking tussen Leone en Morricone - die oud-klasgenoten waren.
De titel was oorspronkelijk Il magnifico straniero (The magnificent stranger), en werd drie dagen voor de première gewijzigd in de huidige titel.

## Stijlverschillen
De film was zo'n succes dat andere Italiaanse filmmakers ook westerns in Spanje gingen opnemen. Zo ontstond het genre van de spaghettiwestern. De film staat in schril contrast met alle Amerikaanse westerns, omdat:
- In klassieke Amerikaanse westerns vaak duidelijk een scheidingslijn tussen goed en kwaad te zien is. In deze film is de hoofdpersoon echter net zo slecht als de misdadigers die hij bestrijdt.
- Het geweld is explicieter dan in Amerikaanse westerns.
- De actie wordt afgewisseld met zwarte humor.
- In Amerikaanse westerns wordt meestal de schoonheid van het Amerikaanse landschap getoond. Deze film speelt zich af in een apocalyptische woestijn, een droog, dor en onheilspellend landschap.
- Voorgaande westerns romantiseerden het Wilde Westen vooral. Deze film laat het Wilde Westen zien als smerig, realistisch-pessimistisch, vol geweld en oneerlijkheid.

Ook stilistisch kan de film revolutionair worden genoemd: veel geluids-, montage- en cameratechnieken die in A Fistful of Dollars werden toegepast zouden later ontelbare malen door andere filmmakers worden gebruikt. Veel van deze invloedrijke kenmerken zou Leone in zijn latere films nog veel nadrukkelijker toepassen. A Fistful of Dollars was nog maar een kleine lowbudgetproductie. In latere films kreeg hij veel meer gelegenheid om naar hartelust te experimenteren.

## Ontvangst
De film kwam in Vlaanderen pas in 1972 in de filmzalen, na het succes van Leones Once upon a Time in the West.

## Trivia
- De film wordt geciteerd in Back to the Future Part III, waar de hoofdpersoon Marty McFly het eindduel naspeelt.